# 美利河駅

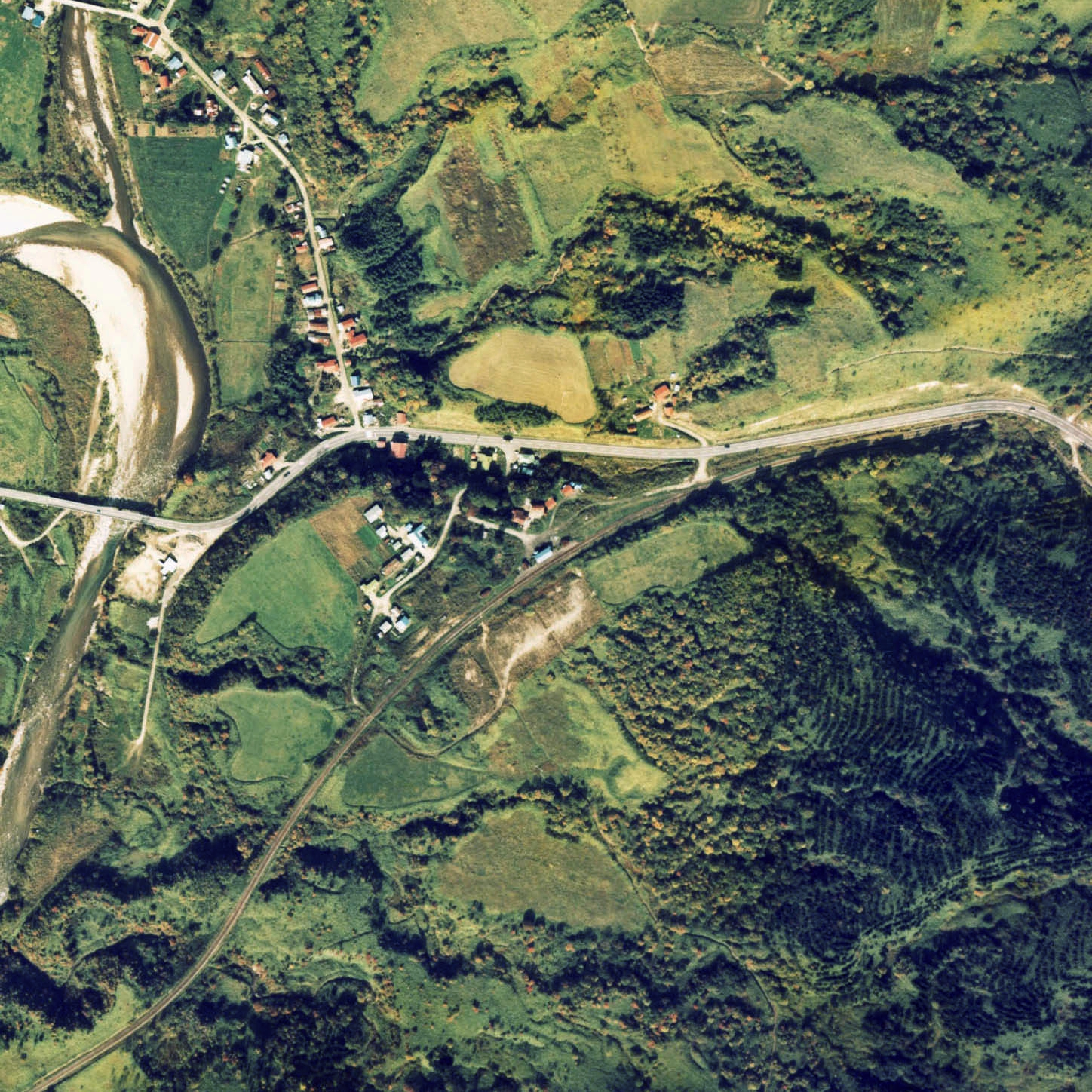
1976年の美利河駅と周囲約1km範囲。左下が瀬棚方面。現在では左側はダム湖のピリカ湖（美利河ダム）に没して、すっかり様変わりしている。

美利河駅（ぴりかえき）は、北海道（檜山支庁）瀬棚郡今金町字美利河にあった日本国有鉄道（国鉄）瀬棚線の駅（廃駅）である。電報略号はヒリ。事務管理コードは▲141602。

## 歴史
- 1929年（昭和4年）12月13日 - 国有鉄道瀬棚線国縫駅 - 花石駅間開通に伴い開業（一般駅）[2][3]。
- 1953年（昭和28年）度：前年度まで無電燈駅であったが、同年度に電燈駅化[4]。
- 1961年（昭和36年）10月1日 - 業務委託化[5]。
- 1979年（昭和54年）3月10日 - 貨物・荷物取扱い廃止[6]。無人化[7]。
- 1987年（昭和62年）3月16日 - 瀬棚線の廃線に伴い廃止となる[7]。

### 駅名の由来
開業時の地名（利別村美利河）より。アイヌ語の「ピㇼカペッ（pirka-pet）」（美しい[よい]・川）に由来する。

## 駅構造
廃止時点で、単式ホーム1面1線を有する地上駅であった。ホームは線路の北側（瀬棚方面に向かって右手側）に存在した。
無人駅となっていた。有人駅時代の駅舎は改築され、函館本線東森駅とほぼ同型の赤い屋根の三角柱型の建物となっていた。駅舎は構内の北側に位置しホームに接していた。

## 利用状況
- 1981年度の1日乗降客数は20人[9]。

## 駅周辺
- 国道230号（国縫道路）
- 美利河小学校
- 美利河ダム - 瀬棚線廃線後に建造された[10]。
- ピリカスキー場 - キャンプ場もある。
- ピリカ遺跡
- 美利河峠 - 駅から東に約0.9km[9]。
- 後志利別川
- 函館バス上三本杉・長万部ターミナル系統「美利河ダム前」停留所。

## 駅跡
2000年（平成12年）時点で空地となっている。2010年（平成22年）時点では空地と、一部が道路に転用されており、鉄道関連の遺構は何もない。2011年（平成23年）時点では道路改良工事の資材置き場となっていた。
また、駅の東側には美利河峠を貫通した山瀬トンネルの坑口があり、2000年（平成12年）時点では三角屋根を有する坑門部分が残存していたが、2010年（平成22年）時点では道路改良工事により埋め立てられていた。

## その他
国縫方面に進むと、塞がれた山瀬トンネルの近くにトンネル建設工事関連の慰霊碑が存在する。

## 隣の駅
日本国有鉄道
瀬棚線
茶屋川駅 - 美利河駅 - 花石駅